# Irena Grzonka-Wardejn
Irena Wiktoria Maria Wardejn z domu Grzonka (ur. 18 listopada 1937 w Janowie, zm. 13 listopada 2021 w Poznaniu) – polska aktorka teatralna.

## Życiorys
Urodziła się 18 listopada 1937 w Janowie, obecnie Katowice.
W 1959 roku ukończyła Studio Dramatyczne przy Teatrze Polskim we Wrocławiu i w tym samym roku debiutowała na scenie tamtejszych Teatrów Dramatycznych. Następnie grała na scenach: Teatru Ziemi Lubuskiej w Zielonej Górze (1959–1961, 1962–1964), Teatru im. Aleksandra Węgierki w Białymstoku (1961–1962), Państwowych Teatrów Dramatycznych w Szczecinie (1964–1967, 1970–1975), Teatru Rozmaitości w Krakowie (1967–1970) oraz Teatru Polskiego w Bydgoszczy (1975–1976). Podczas pobytu w Szczecinie w latach 70. XX wieku występowała również na scenach tamtejszych teatrów: Krypta i 13 Muz. Od 1976 roku mieszkała w Poznaniu, gdzie grała w Teatrze Polskim (1976–2008) oraz Teatrze Nowym (2005–2008).
W latach 1961–1989 zagrała w siedmiu spektaklach Teatru Telewizji. W 1996 roku zagrała epizod w filmie pt. Poznań 56 w reżyserii Filipa Bajona (w napisach pod imieniem Iwona).

## Życie prywatne
Podczas pracy w Teatrze Ziemi Lubuskiej w Zielonej Górze poznała Zdzisława Wardejna. Wkrótce zawarła z nim związek małżeński, z którego urodził się syn Wojciech. Małżeństwo zakończyło się rozwodem po pięciu latach.

## Nagrody
- 1965 – wyróżnienie w II Telewizyjny Festiwal Teatrów Dramatycznych za rolę Marie-Henriette w przedstawieniu „Dziecinni kochankowie” Fernanda Crommelyncka
- 1971 – nagrodą za kreację aktorską na Ogólnopolskim Przeglądzie Zawodowych Teatrów Małych Form w Szczecinie za role w przedstawieniach „Przepis ze starej kroniki” Jerzego Broszkiewicza oraz „Ten, który przychodzi” Jerzego Lutowskiego